# Vicente Lafita
Vicente Lafita (Sevilla ¿? - La Paz 1775) fue un militar español y autoridad colonial durante el siglo XVIII, siendo corregidor de La Paz tuvo que expulsar a los Jesuitas de esa región.

## Biografía
Vicente Lafita nació en Sevilla siendo hijo de Pablo Lafita y Rita Leonor Escalera, ingresó a la Real Armada en 1738, fue teniente de navío y llegó a capitán de fragata. Se casó con Josefa Juana Díaz del Castillo Mendoza, hija de Domingo Díaz del Castillo y de Francisca Mendoza y Espinoza, nacida en Sanlúcar de Barrameda en 1734.
Lafita fue nombrado Corregidor de La Paz en 1765 y se embarcó con su esposa y su cuñado Julián Antonio Díaz del Castillo rumbo a América. Tomó su cargo el 14 de febrero de 1766, llegó a la ciudad sin su esposa quien estaba embarazada y tuvo que dejar el viaje dando a luz en Arequipa, a finales de ese año la familia completa ya residía en La Paz.
En febrero de 1767 llega la cédula real por la cual el rey Carlos III de España expulsa a la Compañía de Jesús de todos los territorios españoles, se da la orden de que sean expulsados en un solo día en toda la Real Audiencia de Charcas. El día fijado para la expulsión fue el 4 de septiembre del mismo año.
Lafita se reúne con el obispo Campos y el general José Eva Villamuros para coordinar la expulsión, se colocaron centinelas en toda la ciudad y se reforzó la vigilancia para evitar que alguno escape. Se reunió también con algunos amigos de los que conocía que sus hijos estaban en el colegio jesuita de la ciudad y les informó de la noticia.
A las 2 de la mañana del día señalado el corregidor entró al colegio y ordenó arrestar a todos quienes se encontraban ahí, fueron apresados el rector Miguel Lince junto a 11 sacerdotes y 3 asistentes que serían enviados a Lima donde abordarían la fragata Concordia. Al amanecer el corregidor ordenó inventariar todas las posesiones de los jesuitas entre propiedades, alhajas, libros, muebles y esclavos.
Las piezas más valiosas, como la custodia, fueron entregadas al cuidado de la catedral y el resto se distribuyó entre las parroquias menores. En cuanto a la propiedad que tenían los jesuitas en Obrajes se pensó organizar un nuevo colegio pero no se llevó a cabo, y en cuanto a las propiedades de Yaricachi, Calacoto y Chaja pasaron directamente a la administración del corregimiento.
En 1770 Lafita tuvo que hacer frente a las rebeliones indígenas que se producían por toda la región, en Caquiaviri los indígenas habían matado a 4 españoles, en Pacajes fue asesinado José Castillo y otras 5 personas, en Sica Sica el cobrador de tributos Manuel Salas también fue asesinado. Lafita envió tropas para acabar con todas estas insurrecciones, también tuvo que hacerse cargo de las denuncias contra el teniente Juan Larrea que incautaba de manera arbitraria los cocales en Chulumani.
En octubre de 1773 le llegó la orden a Lafita de hacer cumplir con la cédula real que fomentaba el aprendizaje del castellano a los indígenas para hacer desaparecer los idiomas nativos. Cumpliendo la orden el corregidor ordenó que ningún hacendado debía dirigirse a sus sirvientes en lenguas nativas y tampoco éstos podían dirigirse a sus amos en otro idioma que no fuera el castellano. La orden trató de cumplirse en la ciudad pero en las propiedades rurales nunca se acató.
Lafita se convirtió en uno de los principales benefactores de los franciscanos que estaba reemplazando a los jesuitas y realizó una importante contribución para la construcción de la Basílica de San Francisco.  
Vicente Lafita dejó el cargo de corregidor el 30 de julio de 1774 y murió al año siguiente en La Paz, su esposa Josefa Juana murió en la misma ciudad en 1779.

## Descendencia
Lafita tuvo una vasta descendencia con su esposa Josefa Juana, a lo largo de su matrimonio llegaron a procrear 6 hijos:
- Joaquín, nació en Arequipa en 1766 y se presentó a servir en la armada a partir de 1781.[4]
- Francisco, nacido en La Paz en 1767, siguió a su hermano y sirvió en la armada desde 1782.[4]
- Vicente, nacido en La Paz en 1770, se presentó a servir en la armada a partir de 1785. Fue Regidor de Sanlúcar de Barrameda en 1802.[5]
- María Petrona, nacida en La Paz en 1772.
- María del Carmen, nacida en La Paz en 1773.
- Juan, nacido en La Paz en 1775, al igual que sus hermanos sirvió en la armada desde 1792.[6]